# Rhinella stanlaii
Rhinella stanlaii är en groddjursart som först beskrevs av Stefan Lötters och Köhler 2000.  Rhinella stanlaii ingår i släktet Rhinella och familjen paddor. IUCN kategoriserar arten globalt som livskraftig. Inga underarter finns listade i Catalogue of Life.